# Cenere (Lazza)
Cenere è un singolo del rapper italiano Lazza, pubblicato il 9 febbraio 2023 come unico estratto dalla riedizione del terzo album in studio Sirio.

## Descrizione
Il brano è stato scritto dal rapper stesso in collaborazione con Tropico e Dardust, quest'ultimo anche produttore dello stesso, ed è stato presentato per la prima volta dal vivo in occasione della seconda serata del Festival di Sanremo 2023, dove si è classificato al secondo posto al termine della manifestazione.
Al brano ha preso inoltre parte la cantante italo-venezuelana Arya, apparendo nell'introduzione e nel ritornello.

## Video musicale
Il video, diretto da Davide Vicari e prodotto da Borotalco.tv, è stato reso disponibile in concomitanza del lancio del singolo sul canale YouTube del rapper.

## Tracce
Testi di Jacopo Lazzarini e Davide Petrella, musiche di Jacopo Lazzarini, Davide Petrella e Dario Faini.
Download digitale
1. Cenere – 3:28

7"
- Lato A

1. Cenere – 3:28

- Lato B

1. Cenere (Instrumental) – 3:28

Download digitale – Gordo Remix
1. Cenere (Gordo Remix) – 5:03

## Successo commerciale
Il brano ha ottenuto un enorme successo in madrepatria, diventando in breve tempo un vero e proprio tormentone. È risultato essere il singolo più venduto dell'anno secondo le classifiche stilate dalla FIMI; inoltre, con 9 dischi di platino, è diventato il brano sanremese più venduto di sempre.

## Classifiche

### Classifiche settimanali
| Classifica (2023) | Posizione massima |
| ----------------- | ----------------- |
| Italia            | 1                 |
| Svizzera          | 5                 |

### Classifiche di fine anno
| Classifica (2023) | Posizione |
| ----------------- | --------- |
| Italia            | 1         |
| Classifica (2024) | Posizione |
| Italia            | 39        |

## Riconoscimenti
- SIAE Music Awards
- 2024 – Miglior canzone streaming[13]
- 2024 – Candidatura per la miglior canzone radio
- 2024 – Candidatura alla miglior canzone social
- TIM Music Awards
- 2023 – Premio singolo multiplatino[14]